# 苏州桥
苏州桥，是北京三环路的一处立交桥梁，位于中国北京市海淀区海淀街道，位于四通桥西侧、为公桥北侧。该桥北接万泉河路，西接长春桥路，南接西三环北路，东接北三环西路。

## 相关事件
2023年5月29日，苏州桥立交路口发生一宗严重车祸，一辆滴滴出行的网约车超速闯红灯，由南向北连撞多辆汽车，致使1人死亡5人受伤的严重后果。
2023年6月12日，据海淀区人民政府消息，苏州桥周边环境整治提升项目已正式完工。